# Château de Trancoso
Le château de Trancoso est une ancienne fortification militaire médiévale située dans la freguesia de Trancoso, sur le territoire de la municipalité de Trancoso (district de Guarda, Portugal),.
Il se dresse sur un plateau de la région nord-est de Beira, près de la source de la rivière Távora, un affluent du Douro, et du château de Penedono, avec lequel il partage des caractéristiques communes. Depuis le XIIe siècle, année de l'instauration de la nationalité portugaise, la ville et son château ont acquis une importance stratégique à la frontière avec le royaume de León, aux côtés d'autres villes comme Guarda et Covilhã. Il est ensuite devenu le domaine de la famille Coutinho. Aujourd'hui, c'est un symbole de la ville, attirant des milliers de touristes chaque année.
Il est classé Monument national depuis 1921.

## Historique
Il n'existe aucune information sur la première occupation humaine du site de Trancoso, dont on pense qu'elle remonte à la Préhistoire. D'autres auteurs évoquent l'époque romaine, établissant des parallèles avec l'évolution architecturale du château voisin de Penedono.

### Le château médiéval
Le bâtiment d'origine qui devint le château – une tour défensive – remonte à l'époque de la Reconquête chrétienne de la péninsule Ibérique, lorsque, au début du Xe siècle, la région fut occupée et son repeuplement promu par Rodrigo Tedoniz.  Il a subi, avec ses voisins, pendant environ un siècle, les vicissitudes de l'oscillation des frontières entre chrétiens et musulmans, jusqu'à la reconquête définitive des terres de l'Entre-Douro-e-Mondego par Ferdinand Ier, qui comprenait les terres de Trancoso en 1057 ou 1058.
Lorsque le comté de Portugal fut établi, la ville et son château faisaient partie de la dot de la comtesse Thérèse de León (1080-1130). Plus tard, lors de l'indépendance du Portugal, en 1140, une colonne musulmane commandée par Esmar assiégea et conquit Leiria, puis envahit Beira, atteignant Trancoso, qui fut mise à sac et son château assiégé. Grâce à l'action rapide des forces du roi Afonso Henriques, la menace fut repoussée lors de la bataille de Trancoso. On pense que des renforts furent apportés aux défenses à cette époque, car la région fut ravagée par les musulmans jusqu'en 1155, date à laquelle le souverain lui accorda une charte. La fondation du château fut prouvée en 1159, une nouvelle charte étant mentionnée en 1173, lorsque les domaines de la ville et son château furent donnés à l'Ordre du Temple. Cette phase de construction romane transforma la tour mozarabe d'origine en donjon, la dotant d'une muraille défensive.

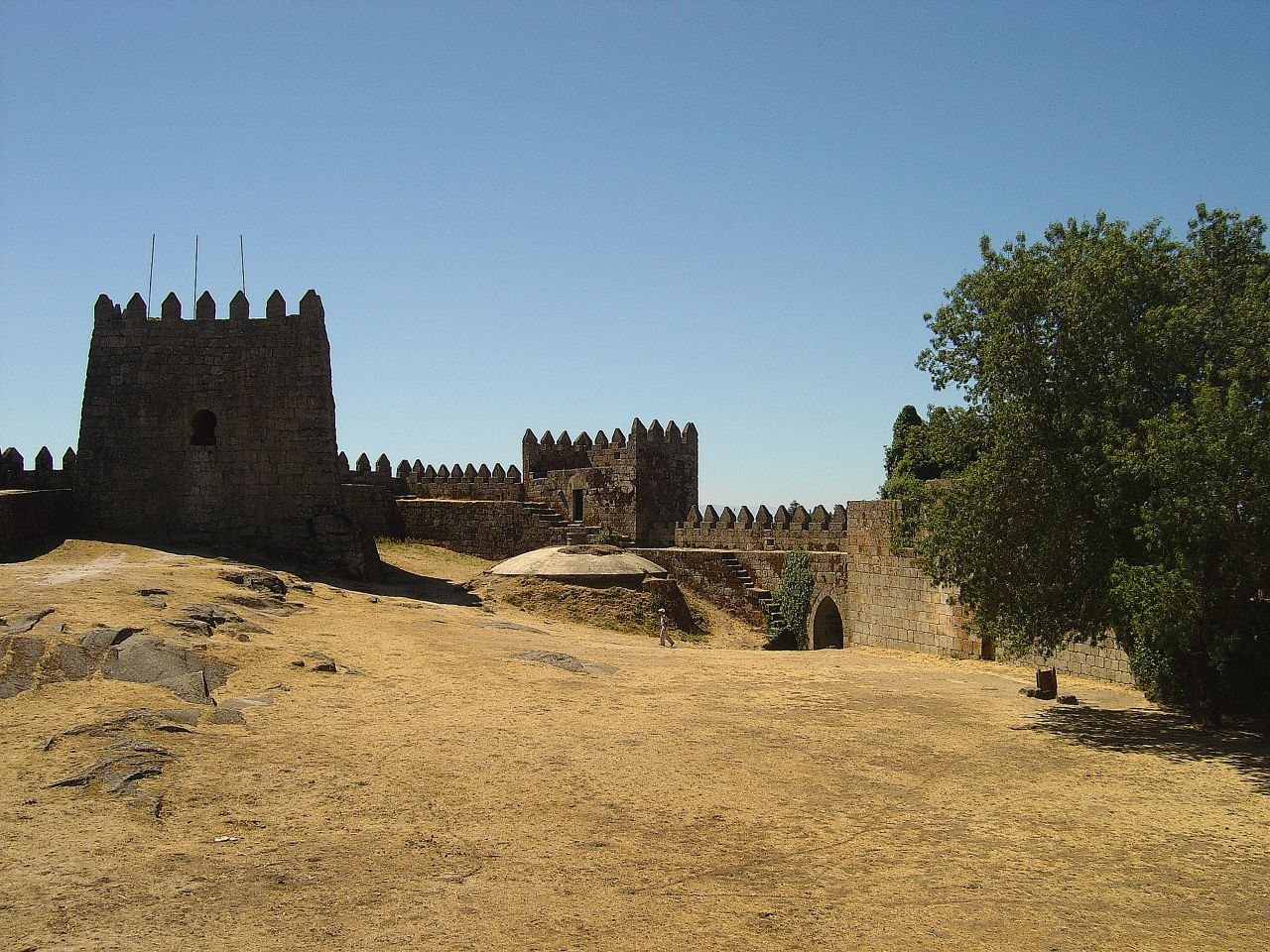
Intérieur du château de Trancoso, avec le donjon.

Sous le règne de Sanche Ier (1185–1211), ce souverain confirma sa charte (1207), et la construction des remparts de la ville, qui s'agrandissait, fut attribuée à son fils et successeur, Alphonse II (1211–1223).
Lorsque la succession de Sanche II survint, la ville et son château connurent des difficultés jusqu'à ce qu'ils passent aux mains du régent nommé par le pape Innocent IV, le prince Alphonse, futur roi Alphonse III (1248-1279). Dès lors, la tradition locale rapporte qu'en 1248, alors que Sanche II se retirait en exil en Castille, escorté par les forces d' Alphonse X de Castille venues au Portugal pour le soutenir, après avoir été vaincu près de Leiria, Fernão Garcia de Sousa sortit du château pour les rencontrer à leur passage par Trancoso. Ce chevalier défia Martim Gil de Soverosa, chevalier de Sanche II, en duel singulier le château de Trancoso sous le contrôle de Diom Alphonse III.
Le roi Denis Ier (1279–1325) y épousa la reine Isabelle d'Aragon (24 juin 1282) et y incorpora plus tard les châteaux que la souveraine lui avait offerts en dot. Dans le cadre de la signature du Traité d'Alcañices (1297), il fut également responsable de l'agrandissement des remparts de la ville, soutenus par plusieurs tours rectangulaires. Cette phase de construction comprend la construction des monumentales Porta de El-Rei et Porta do Prado, ainsi que la reformulation du tissu urbain, considéré comme l'un des meilleurs exemples d'urbanisme gothique du pays.

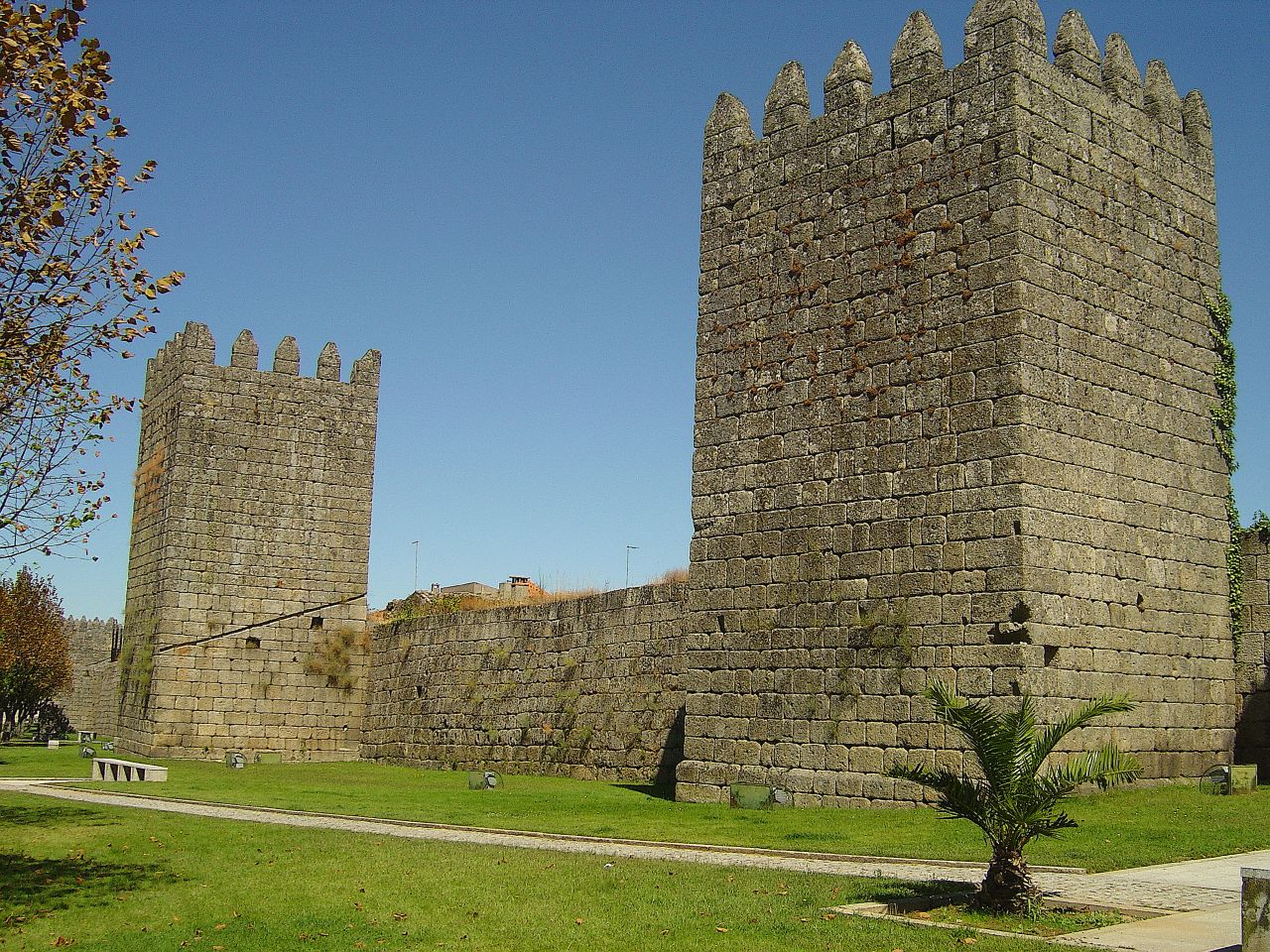
Tours du château de Trancoso.

Dans le contexte de la crise portugaise de 1383-1385, à la fin du printemps 1385, les faubourgs de Trancoso furent pillés par les troupes castillanes en route vers Viseu. De retour avec le butin, le maire de Trancoso, Gonçalo Vasques Coutinho, les affronta avec les forces du maire du château de Linhares da Beira, Martim Vasques da Cunha, et celles du château de Celorico, João Fernandes Pacheco. La bataille de Trancoso se déroula au sommet de la chapelle de São Marcos (juin 1385). Le mois suivant, une nouvelle invasion de troupes castillanes, sous le commandement du roi Jean Ier en personne, traversa à nouveau la frontière par Almeida et, passant par le sommet de São Marcos, incendia la chapelle en représailles.
Le roi Jean Ier (1385–1433) renforça sa défense pendant les guerres avec la Castille, face aux invasions de Beira en 1396 et 1398.

### De la guerre d'indépendance à nos jours
Bien qu'il existe des informations sur les travaux réalisés sur ses défenses tout au long des XIVe et XVe siècles, ce qui atteste de son importance régionale, les fortifications de Trancoso n'ont connu à nouveau une activité militaire que pendant la guerre d'indépendance espagnole, lorsqu'elles ont hébergé plusieurs contingents de troupes, dont les troupes britanniques du général William Carr Beresford, en 1809.
Au milieu du XIXe siècle, la chapelle Santa Bárbara, alors en ruines dans l'enceinte, fut transformée en poudrière, mais elle ne servit jamais à cette fin. À l'époque, le conseil municipal autorisa la démolition de sections de l'enceinte de la ville, afin de réutiliser les pierres ainsi obtenues pour des travaux publics, comme le pavage des routes. Suivant cette logique, au tournant du XXe sièclee, certaines des anciennes portes et les tours qui les gardaient furent démolies.

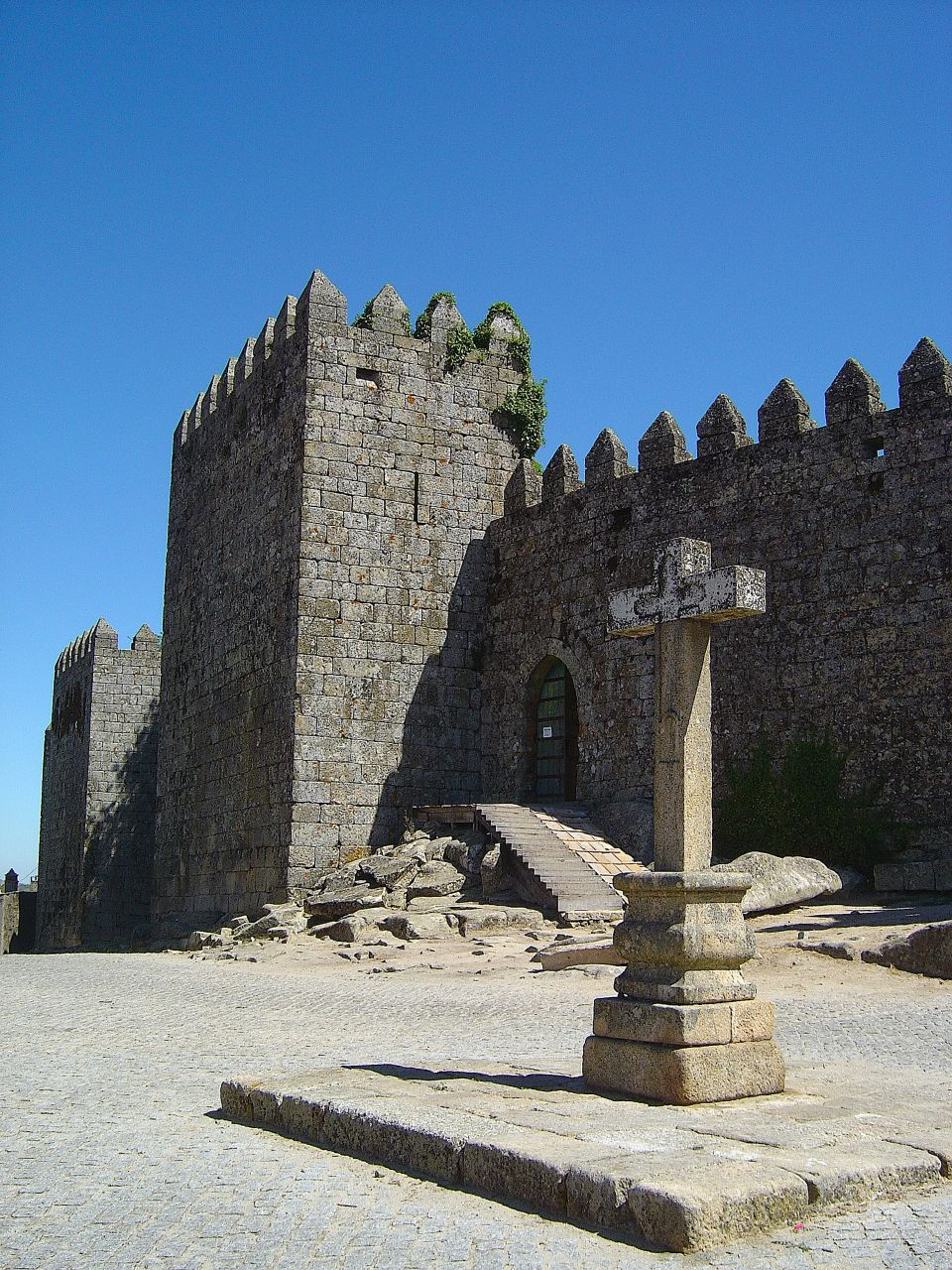
Pilori.

Le château et les remparts de Trancoso sont classés Monument National par Décret du 8 juillet 1921. Dans les années 1930, l'intervention publique s'est fait sentir, par l'intermédiaire de la Direction Générale des Bâtiments et Monuments Nationaux, ce qui a conduit à la recréation de plusieurs sections détruites, telles que des sections de murailles et de créneaux.
L'ancienne ville de Trancoso a été élevée au rang de ville en décembre 2004. Récemment, dans le but d'améliorer la gamme de services touristiques offerts aux visiteurs, le Conseil municipal a prévu de fournir un point de vue virtuel dans le château, qui est actuellement en construction avec l'aide de fonds de l'IPPAR, dans le cadre du programme Villages historiques du Portugal.

## Caractéristiques

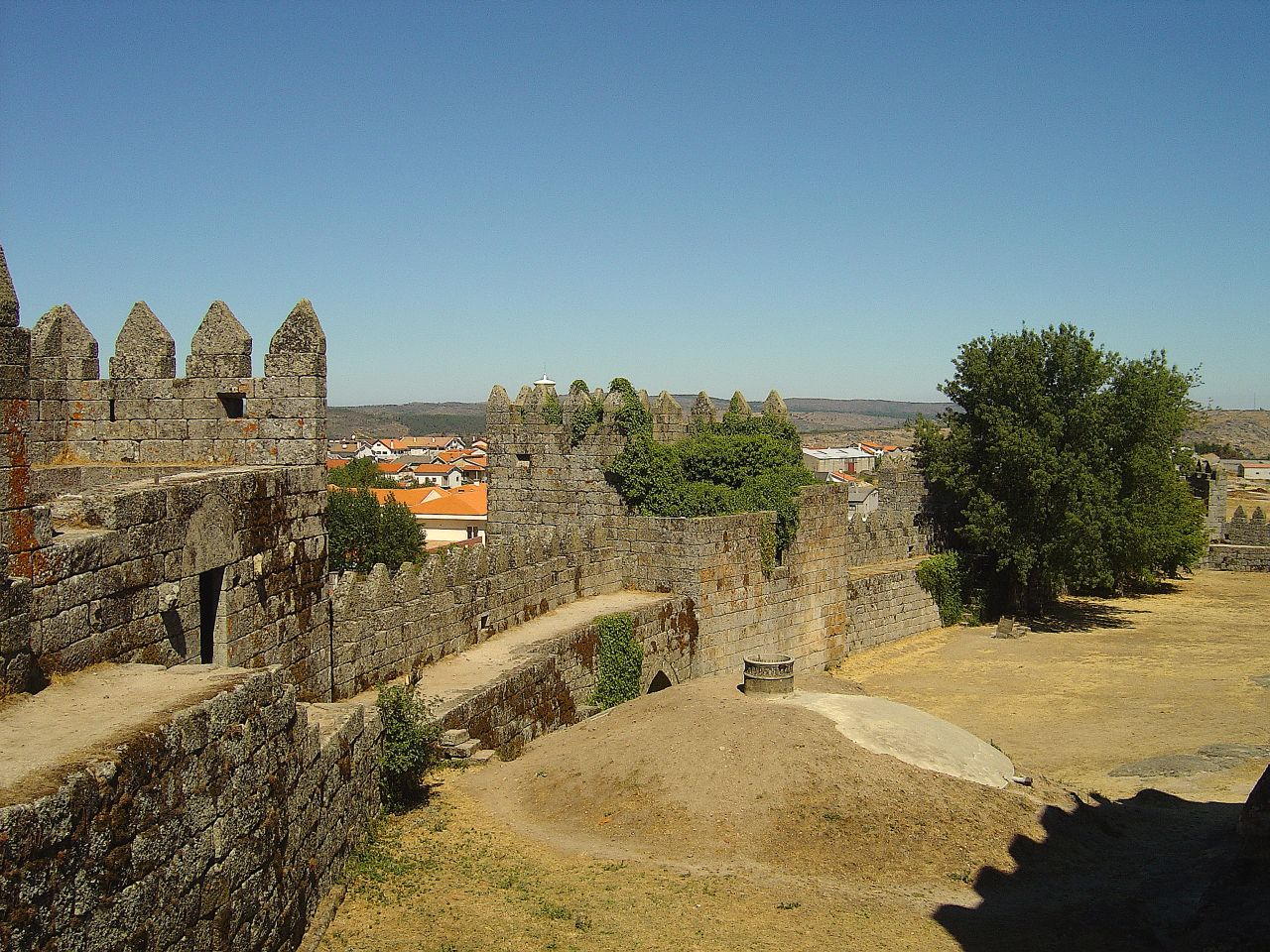
Chemin de ronde.

Le château, aux caractéristiques romanes et gothiques, couronne les remparts de la vieille ville médiévale au nord-est. Ses murailles sont renforcées par cinq tours quadrangulaires, surmontées de créneaux quadrangulaires à sommet pyramidal, et flanquées d'un chemin de ronde. Au sud de la vaste place d'armes se dresse le donjon, une pyramide tronquée de plan carré avec une porte en arc en fer à cheval de style préroman.
La colonie d'origine était entourée d'une enceinte fortifiée d'environ un kilomètre de circonférence, renforcée par quinze tours. Cette enceinte comprenait quatre portes, défendues par des tours, et trois portes à guichets.

## Galerie

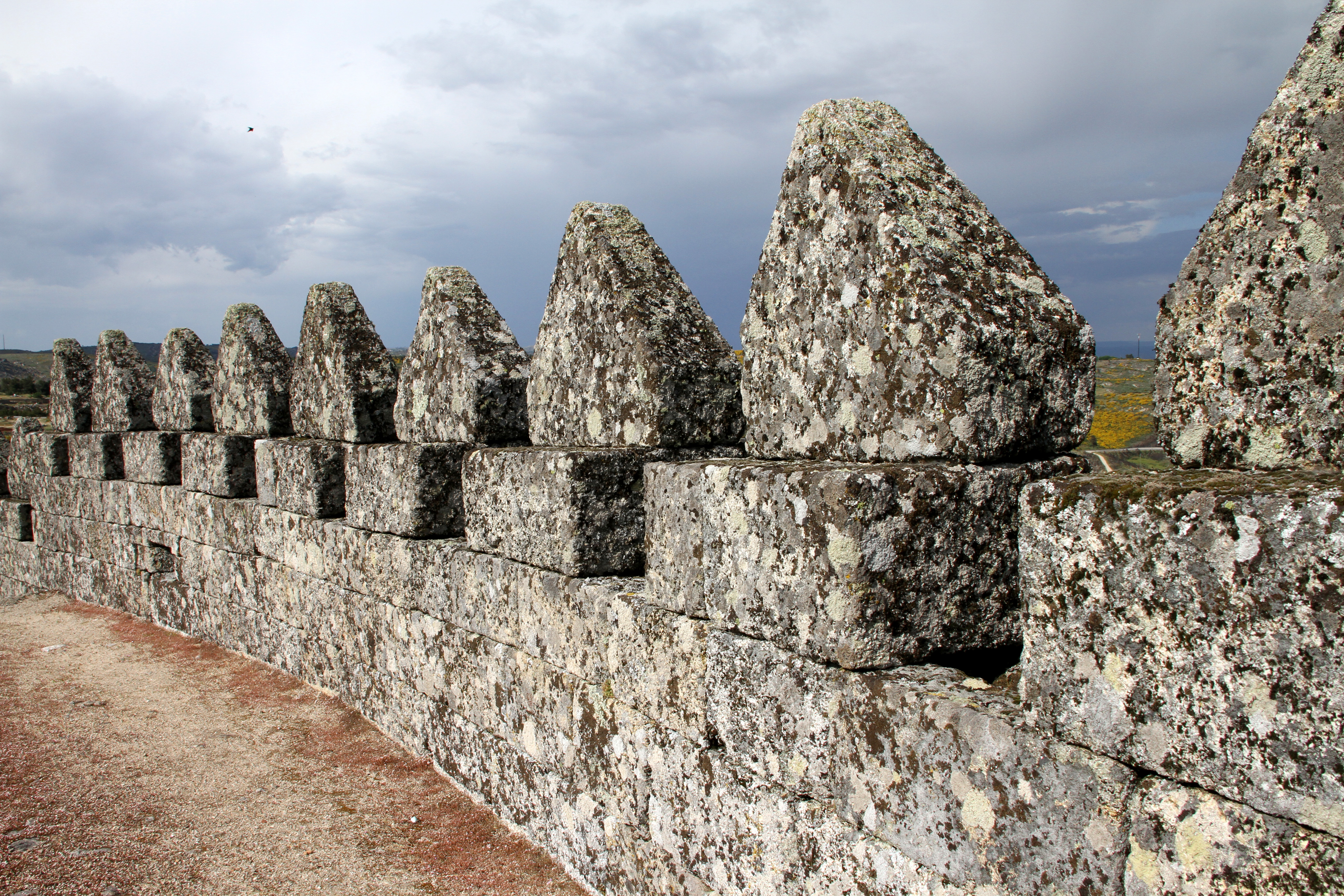
Créneaux en pyramide.
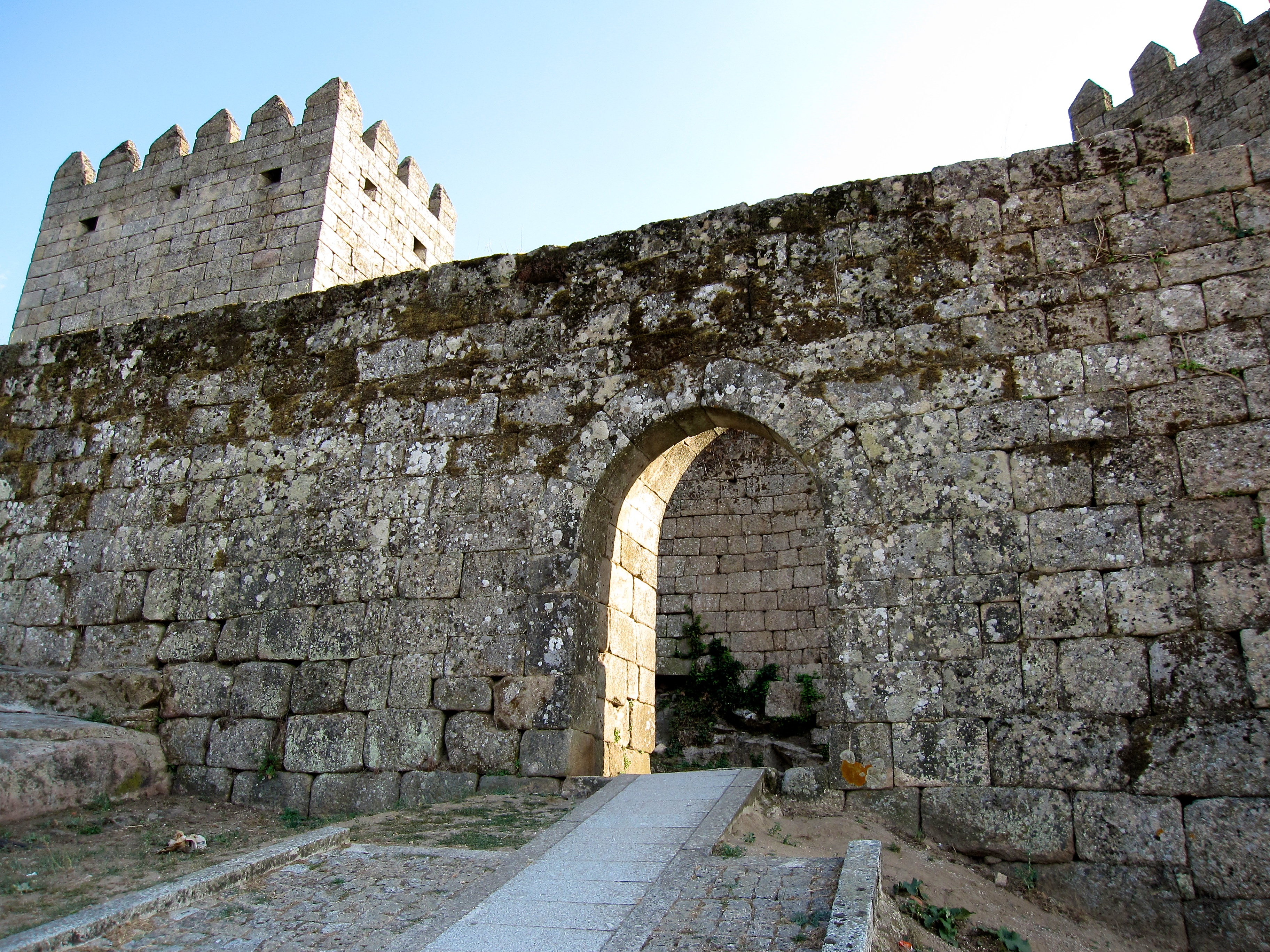
Porta da Traição